# Rhovanion
Rhovanion es una localización ficticia que forma parte del legendarium creado por el escritor británico J. R. R. Tolkien y que aparece en sus novelas El hobbit y El Señor de los Anillos, siendo también mencionada en una sola ocasión en El Silmarillion. 
Es una vasta región del continente conocido como Tierra Media, emplazada al este de las Montañas Nubladas. En ella habitan buena parte de las razas fantásticas que aparecen en las obras de J. R. R. Tolkien, desde elfos, enanos y hombres del Norte  hasta arañas gigantes. 
En el idioma élfico sindarin, Rhovanion significa «tierra del extravío». También se la conoce como las Tierras Ásperas.

## Geografía

### Bosque Negro
El Bosque Negro (Mirkwood en la versión original inglesa), también llamado Gran Bosque Verde antes de la Tercera Edad del Sol y Bosque de las Hojas Verdes tras la Guerra del Anillo, ocupa una buena parte del territorio de Rhovanion. Situado al este del río Anduin y en paralelo con las Montañas Nubladas, se extiende desde los pies de las Montañas Grises al norte hasta las Tierras Pardas al sur, con aproximadamente 517 millas (832 kilómetros) de foresta según los datos ofrecidos por Karen Wynn Fonstad en su Atlas de la Tierra Media; por otro lado, desde el punto situado más al oeste hasta el punto situado más al este, mide unas 267 millas (429 kilómetros). Las únicas elevaciones destacables del bosque son Amon Lanc y Emyn-nu-Fuin, cadena montañosa en la que nace el río Encantado; las aguas de este, que desembocan en el río del Bosque, tienen un efecto mágico que provoca sueño a quien entra en contacto con ellas.
Ubicadas al noreste del bosque, las cavernas del rey elfo Thranduil están excavadas en la ladera de una pendiente abrupta cubierta de hayas. El río del Bosque desciende de forma violenta ante la puerta de las cavernas y sólo se puede acceder a ellas atravesando un puente de piedra emplazado sobre la corriente. Su interior está formado por un conjunto de pasadizos entrecruzados y amplias salas, entre las que destaca el salón del rey, donde se encuentra el trono de Thranduil.

### Tierras de los hombres
Valle (Dale en la versión original inglesa) está situada a la sombra de Erebor, en un valle formado entre dos de las estribaciones de la montaña que se extienden hacia el sur, justo donde el río Celduin hace una amplia curva para dirigirse al Lago Largo.
Esgaroth («lago de los juncos» en élfico) se encuentra situada sobre el Lago Largo, en una plataforma paralela a la orilla oeste, construida con madera del Bosque Negro y sujeta por grandes postes que se asientan en las profundidades del lago; este es el motivo por el cual también es conocida como Ciudad del Lago (Lake-town en la versión original inglesa).

## Historia
Durante la Tercera Edad, hubo en Rhovanion varios reinos de Hombres, que casi siempre fueron aliados de Gondor. Uno de los principales llegó incluso a estar emparentado con los reyes de Gondor, a partir de la época de Eldacar. 
Las Tierras Pardas se convirtieron en un motivo de preocupación para los senescales de Gondor, pues no suponían obstáculo alguno para los invasores venidos del este hasta llegar al Anduin y, además, los fuertes establecidos a lo largo de dicho río habían sido abandonados en la época de la Paz Vigilante. Tras ocupar el cargo de senescal en el 2489 T. E., Cirion apostó de nuevo a unos pocos soldados en los fuertes y envió espías a las Tierras Pardas con el fin de estar prevenido en caso de invasión; fue así como se enteró de que los hombres del norte, aliados de Gondor, estaban siendo atacados y como numerosos orientales se estaban organizando en las lindes del Bosque Negro. El conflicto se resolvió finalmente en favor de los gondorianos, quienes ayudados por los éothéod derrotaron a los orientales en la Batalla de los Campos de Celebrant.
En la época de la Guerra del Anillo parece que nada quedaba de esos antiguos reinos, excepto pueblos como los Hombres del Bosque Negro, los Beórnidas, los Hombres de Valle y los de Esgaroth. En estas tierras, cerca del Anduin, habitaron los Éothéod, los antepasados de los Rohirrim. También provienen de Rhovanion los antepasados de los hobbits.
Rhovanion fue escenario de algunos importantes viajes en las historias de Tolkien: por allí viajó Thráin II el Enano, y allí lo capturaron y lo llevaron a Dol Guldur. Después, por allí viajaron Thorin y su compañía, en su viaje hacia Erebor. A través de las Tierras Ásperas viajaron Aragorn y Gandalf en busca de Gollum, y allí lo capturaron finalmente, llevándolo al reino de Thranduil.

## Creación
La primera mención que J. R. R. Tolkien hace sobre la región de Rhovanion aparece en «Un breve descanso», tercer capítulo de la novela El hobbit, donde es introducida en la versión original en inglés como Wilderland («Tierras Ásperas» en español) cuando el enano Balin explica brevemente a Bilbo Bolsón el camino que debían seguir para llegar hasta Erebor. El autor describió la palabra Wilderland como «una invención basada en wilderness ["país de criaturas salvajes", "país no habitado por los hombres"], pero con una referencia colateral a los verbos wilder ["errar extraviado"] y bewilder ["dejar perplejo"]». A partir de dicho capítulo y a pesar de que gran parte de la trama transcurre en ella, la región no es nombrada de nuevo. 